# Azelia neotropica
Azelia neotropica är en tvåvingeart som beskrevs av John Otterbein Snyder 1957. Azelia neotropica ingår i släktet Azelia och familjen husflugor. Inga underarter finns listade i Catalogue of Life.